# Jake Taylor
Jake Taylor (Ascot, 1º dicembre 1991) è un calciatore inglese naturalizzato gallese, centrocampista o attaccante dell'Eastleigh.

## Caratteristiche tecniche
Esterno destro, è un calciatore polivalente: può giocare sia come terzino destro, sia come trequartista e talvolta come punta.

## Carriera

### Club
Ha giocato complessivamente 31 partite nella seconda divisione inglese con la maglia del Reading.

### Nazionale
Nel 2014 ha giocato una partita di qualificazione agli Europei del 2016 con la maglia della nazionale gallese; in precedenza aveva giocato anche nelle nazionali giovanili gallesi Under-17, Under-19 ed Under-21.